# Broschüre

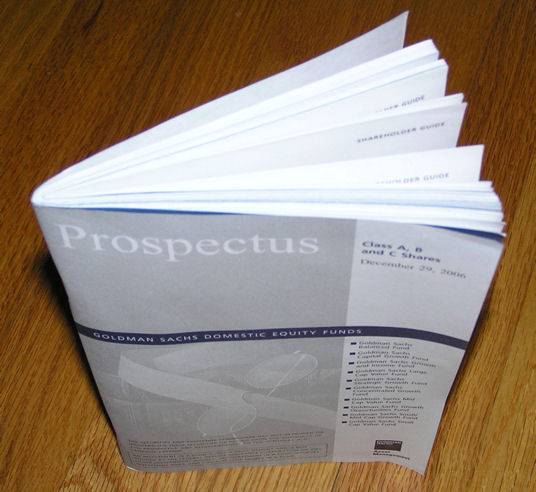
Eine Broschüre

Eine Broschüre (im 18. Jahrhundert aus gleichbedeutend französisch brochure entlehnt) ist ein Schriftwerk von geringem Umfang ohne Einband, das buchbinderisch als Broschur hergestellt wird. Broschüren sind meist von nur aktuellem Interesse wie z. B. religiöse oder politische Kampfschriften, heute auch Gebrauchsanweisungen oder werbliche Produktinformationen. Die UNESCO-Statistik erfasst als Broschüren unabhängig von ihrer Verarbeitung Druckwerke von mehr als 4 bis max. 48 Seiten (drei Oktav-Bögen). Kleinere solche Schriftwerke (1–2 Seiten) werden als Flyer bezeichnet.
Der Begriff überschneidet sich teilweise mit Heft.